# ピアノ協奏曲第4番 (藤倉大)
ピアノ協奏曲第4番「アキコのピアノ」は、日本の作曲家、藤倉大が2019年に作曲したピアノ協奏曲である。演奏時間は約20分。

## 作曲の経緯
作品は広島交響楽団が毎年開催している「平和の夕べ」コンサートの一環として、このプロジェクトにそれまで深く関わってきたピアニストのマルタ・アルゲリッチのための作品として委嘱された。

## アキコのピアノ
作品名にもなっている「アキコのピアノ」とは、アメリカで生まれ育ち、広島への原爆投下によって被爆し亡くなった河本明子が使用していたアップライト・ピアノで、原爆投下によって被爆したものの生き残った「被爆ピアノ」でもある。この被爆ピアノは独奏用のピアノとは別で用意され、作品のカデンツァとそれ以降で演奏される。

## 初演
当初、ソリストはマルタ・アルゲリッチを予定していたが、新型コロナウイルスの感染拡大を受け、彼女の来日が困難となったことから、広島市出身のピアニスト、萩原麻未が代役として出演し、2020年8月5日に下野竜也指揮、広島交響楽団の演奏によって世界初演された。

## 編成
独奏ピアノ、アキコのピアノ（被爆ピアノ）、フルート2、オーボエ2、クラリネット2、ファゴット2、ホルン2、トランペット2、パーカッション、弦楽合奏

## 影響
作品の世界初演にちなみ、岩波書店から「明子のピアノ　被爆をこえて奏で継ぐ」が出版された。また、同じく世界初演にちなみ、NHKからドキュメンタリードラマ「Akiko’s Piano 被爆したピアノが奏でる和音(おと)」の放送が発表された。